# Hyla savignyi
Hyla savignyi is een kikker uit de familie boomkikkers (Hylidae). De soort werd voor het eerst wetenschappelijk beschreven door Jean Victoire Audouin in 1827.

## Uiterlijke kenmerken
De lichaamslengte bedraagt ongeveer 30 tot 47 millimeter. De lichaamskleur is groen tot geel van kleur, afhankelijk van de temperatuur. De buikzijde is witgeel van kleur. De soort is te onderscheiden van de sterk gelijkende boomkikker door de ronde donkere vlekken op de rugzijde. Het trommelvlies is in doorsnede kleiner dan het oog.

## Verspreiding en leefgebied
Deze soort komt voor in delen van Azië, oostelijk Europa en het Midden-Oosten en leeft in de landen Armenië, Azerbeidzjan, Bulgarije, Cyprus, Egypte, Georgië, Iran, Irak, Israël, Jordanië, Libanon, Saoedi-Arabië, Syrië, Turkije en Jemen.